# Theo Vogelsang
Theodor (Theo) Vogelsang (Omsk, 23 februari 1990) is een in Rusland geboren Duits voetballer die als aanvaller speelt.

## Carrière
Vogelsang werd in 2002 door FC Twente weggeplukt uit de jeugd van het Duitse SV Veldhausen 07. Tot en met 2010 doorliep hij de jeugdopleiding van de Tukkers tot aan Jong FC Twente. In 2007 won hij de Supercup voor A-junioren en in 2008 Otten Cup met de A-jeugd.
In seizoen 2010/11 kwam Vogelsang op huurbasis uit voor Go Ahead Eagles. Hij speelde in totaal negentien officiële wedstrijden voor de Deventenaren en scoorde daarin tweemaal. In april 2011 werd hij door zijn trainer Andries Ulderink uit de selectie gezet omdat hij niet tevreden was over zijn inzet. Vogelsang was daarop zo teleurgesteld dat besloten werd om hem per direct terug te laten keren naar FC Twente. Hierna ging hij op proef bij FC Emmen.
In de voorbereiding op het seizoen 2011/12 keerde Vogelsang terug bij de selectie van FC Twente. Onder de nieuwe trainer Co Adriaanse mocht hij zijn opwachting maken in verschillende oefenwedstrijden en speelde hij als invaller zijn eerste officiële wedstrijd voor FC Twente in de voorronde Champions League tegen FC Vaslui uit Roemenië. Tijdens de gewonnen wedstrijd om de Johan Cruijff Schaal behoorde hij ook tot de wedstrijdselectie. Meer dan één duel kwam Vogelsang echter niet in actie voor de club en aan het eind van het seizoen werd hem mede gedeeld dat zijn aflopende contract niet verlengd werd. In januari 2013 verliet hij Jong FC Twente voor Kickers Offenbach. In de winter van 2014 maakt hij bekend dat hij de overstap maakt naar PEC Zwolle. Hij tekent een contract voor een half jaar. In het seizoen 2014/15 speelde hij voor SV Meppen.
Vanaf 2016 speelt hij weer voor SV Veldhausen 07 op het 8e niveau in Duitsland.

## Statistieken
| Seizoen         | Club              |                    | Competitie      | Competitie | Competitie | Beker | Beker | Internationaal | Internationaal | Overig | Overig | Totaal | Totaal |
| Seizoen         | Club              | Wed.               | Competitie      | Dlp.       | Wed.       | Dlp.  | Wed.  | Dlp.           | Wed.           | Dlp.   | Wed.   | Dlp.   |        |
| --------------- | ----------------- | ------------------ | --------------- | ---------- | ---------- | ----- | ----- | -------------- | -------------- | ------ | ------ | ------ | ------ |
| 2010/11         | FC Twente         | Vlag van Nederland | Eredivisie      | 0          | 0          | 0     | 0     | 0              | 0              | 0      | 0      | 0      | 0      |
| Club totaal     | Club totaal       | Club totaal        | Club totaal     | 0          | 0          | 0     | 0     | 0              | 0              | 0      | 0      | 0      | 0      |
| 2010/11         | → Go Ahead Eagles | Vlag van Nederland | Eerste divisie  | 18         | 2          | 1     | 0     | —              | —              | —      | —      | 19     | 2      |
| Club totaal     | Club totaal       | Club totaal        | Club totaal     | 18         | 2          | 1     | 0     | 0              | 0              | 0      | 0      | 19     | 2      |
| 2011/12         | FC Twente         | Vlag van Nederland | Eredivisie      | 0          | 0          | 0     | 0     | 1              | 0              | 0      | 0      | 1      | 0      |
| 2012/13         | FC Twente         | Vlag van Nederland | Eredivisie      | 0          | 0          | 0     | 0     | 0              | 0              | 0      | 0      | 0      | 0      |
| Club totaal     | Club totaal       | Club totaal        | Club totaal     | 0          | 0          | 0     | 0     | 1              | 0              | 0      | 0      | 1      | 0      |
| 2012/13         | Kickers Offenbach | Vlag van Duitsland | 3. Liga         | 5          | 0          | 0     | 0     | 0              | 0              | 0      | 0      | 5      | 0      |
| Club totaal     | Club totaal       | Club totaal        | Club totaal     | 5          | 0          | 0     | 0     | 0              | 0              | 0      | 0      | 5      | 0      |
| 2013/14         | PEC Zwolle        | Vlag van Nederland | Eredivisie      | 0          | 0          | 0     | 0     | 0              | 0              | 0      | 0      | 0      | 0      |
| Club totaal     | Club totaal       | Club totaal        | Club totaal     | 0          | 0          | 0     | 0     | 0              | 0              | 0      | 0      | 0      | 0      |
| Carrière totaal | Carrière totaal   | Carrière totaal    | Carrière totaal | 23         | 2          | 1     | 0     | 1              | 0              | 0      | 0      | 25     | 2      |

Bijgewerkt op 29 januari 2014

## Erelijst

### MetFC Twente/HeraclesJeugd
| Nationaal           |    |      |
| Supercup A-junioren | 1x | 2007 |
| Otten Cup           | 1x | 2008 |

### MetJong FC Twente
| Nationaal                        |    |         |
| Landskampioen beloften Nederland | 1x | 2011/12 |

### MetFC Twente
| Nationaal                    |    |      |
| Winnaar Johan Cruijff Schaal | 1x | 2011 |